# Jabłonna-Górki
Jabłonna-Górki – część miasta Otwocka, położona w jego środkowej części, w rejonie ulicy Ojca Kalinowskiego.

## Historia
Dawniej osada wsi Jabłonna w gminie Wiązowna. 1 października 1932 Jabłonnę-Górki (określoną jako "osada tabelowa Nr. 10 wsi Jabłonna") wraz folwarkiem Natalin kolonią Ewin, wyłączono z gminy Wiązowna i włączono do Otwocka.